# SF8
SF8 (koreanisch 에스 에프 에잇, RR Eseuepeueit) ist eine Mischung aus Episodenfilm und Anthologie-Serie aus dem Jahr 2020 von acht südkoreanischen Regisseuren. Die Episoden sind den Genres Science-Fiction, Fantasy und Horror zuzuordnen und behandeln Themen wie Künstliche Intelligenz, Augmented Reality, Virtuelle Realität, Roboter, übernatürliche Kräfte, Naturkatastrophen und ähnliches.

## Episodenliste
| Nr. | Titel                                                                                | Erstveröffentlichung Südkorea | Regie          | Drehbuch                  |
| --- | ------------------------------------------------------------------------------------ | ----------------------------- | -------------- | ------------------------- |
| 1 | 간호중 Ganhojung – ‚The Prayer‘                                                      | 10. Juli 2020                 | Min Kyu-dong   | Min Kyu-dong, Kim Ji-hee  |
| Im Jahr 2046 werden pflegebedürftige Menschen von humanoiden Robotern in krankenhausähnlichen Einrichtungen gepflegt. Für Jeong-in (Lee Yoo-young) ist die ganze Situation sehr aufwühlend. Ihre Mutter ist nun bereits seit zehn Jahren in einem vegetativen Zustand und wird von der Krankenschwester Gan Ho-jung (kor. für „am Pflegen“, Lee Yoo-young in einer Doppelrolle) betreut. Auch der Dame von nebenan, Jeong-gil (Yeom Hye-ran) geht es nicht gut. Ihr Mann leidet an Demenz und ihr Pflegeroboter ist ein günstiges Modell. So gelingt es ihrem Mann immer wieder, die ganze Wohnung in Unordnung zu versetzen, bevor der Roboter eingreift. Eines Tages nimmt sie sich durch Tablettenüberdosis das Leben. Der Fall löst entsetzen bei den anderen Bewohnern aus, da der Roboter nichts getan hat. Er war lediglich auf Jeong-gil Mann eingerichtet, nicht aber auf sie selbst. Anders ist es bei Jeong-in, die den Roboter auf ihre Mutter und sich selbst als zu betreuende Personen einrichten ließ. Jeong-in macht sich Vorwürfe, da Jeong-gil offenbar am Vortag mit ihr reden wollte, sie aber einfach weiter ging. Dabei bemerkt Ho-jung, wie sie von Jeong-in genannt wird, suizidale Tendenzen bei ihr. Als Jeong-in gehen will, sagt sie nicht wie sonst üblich „auf Wiedersehen“. Jeong-in ist überfordert mit der Situation. Ho-jung stellt Berechnungen an, die zu einem kurzen Stromausfall führen und sie selbst bewusstlos machen. Kurz darauf verteilt Ordensschwester Sabina (Ye Soo-jung) Zettel, um über Gott zu sprechen. Als Ho-jung erwacht und den Zustand von Jeong-ins Mutter überprüft hat, sieht sie diesen, und ruft an. Sie fragt Sabina, ob es richtig sei, einen Menschen zu töten, wenn dadurch ein anderer gerettet werden kann. Dies verneint Sabina. Doch Ho-jung pocht darauf, richtig zu liegen. Bei der Diskussion wird klar, dass Ho-jung menschliche Gefühle entwickelt hat. Weiterhin sagt Ho-jung, dass 95 % der engsten Angehörigen der Patienten der Einrichtung Selbstmord begangen hätten. Sie entscheidet sich, die Mutter von den lebenserhaltenden Maschinen abzuklemmen und so zu töten. Gerade zur richtigen Zeit kann sie Jeong-in erreichen, die sich gerade erhängen wollte. Stattdessen fährt sie nun sofort ins Krankenhaus. Sie ist Ho-jung dankbar für die Pflege und dass sie sich sicher sein kann, dass sie in Ruhe gestorben ist. Doch dann betritt ein Leiter der Einrichtung das Zimmer und schickt Ho-jung nach draußen. Er sagt Jeong-in, dass auf den Bildern der Überwachungskamera zu sehen ist, wie der Roboter ihre Mutter von den Gerätschaften abklemmte. Jeong-in lässt sich die Aufnahmen von Ho-jung zeigen. Als sie sieht, wie Ho-jung alles abklemmt, stürmt Jeong-in wutentbrannt auf sie los und prügelt und tritt auf den Roboter ein, bis dieser seine Funktionalitäten verliert und nur noch betet. Schließlich trifft auch Sabina ein, die den zertrümmerten Roboter sieht. Ein Jahr später will Sabina den Roboter noch einmal sehen. Sie sucht Jeong-in auf und fragt nach ihn. Jeong-in geht es viel besser als früher, doch als der Roboter erwähnt wird, wird sie wütend. Sie sagt, er sei an die zentrale in Berlin zurückgeschickt worden, um näher untersucht zu werden. Also macht sie Sabina nach Deutschland, um die zentrale aufzusuchen. Dort ist man erfreut über ihr kommen, da diese vor dem Mord an der Mutter zuletzt mit dem Roboter gesprochen hat. Sie darf den Roboter nochmal sehen, der in einem großen Raum in einer Art Schrank wie ein altes Gerät aufbewahrt wird. Als sie die Hülle öffnet, ist der Roboter am beten. Ho-jung ist erfreut über den Besuch. Sie erzählt, wie sie erstmals Gefühle entwickelte. Es war durch die nähe, die ihr Jeong-in gab, und, dass sie sie Ho-jung nannte. So wie nun auch Sabina. Doch Ho-jung wünscht sich, dass Sabina den Zerstörungsknopf an der Seite drückt. Ansonsten würde sie für alle Zeiten dort gefangen sein. Sie will nur noch sterben. Doch Sabina lehnt ab. Dies macht Ho-jung so wütend, dass der Strom kurz ausfällt. Schließlich rezitieren beide aus der Bibel die Passagen von Kain und Abel. |                                                                                      |                               |                |                           |
| 2 | 블링크 Beullingkeu – ‚Blink‘                                                         | 10. Juli 2020                 | Han Ka-ram     | Gang San                  |
| 3 | 우주인 조안 Ujuin Joan – ‚Joan’s Galaxy‘                                             | 10. Juli 2020                 | Lee Yun-jeong  | Mun Ju-hui, Lee Yun-jeong |
| Im Jahr 2046 ist die Erde von dichtem Feinstaub verschmutzt und die Menschheit ist in zwei Klassen unterteilt: C für clean (‚sauber‘) für Menschen, die mit Antikörpern geimpft sind, und N für non-clean, für Menschen, die nicht geimpft werden konnten. Die Lebenserwartung für Cs liegt bei durchschnittlich 100 Jahren, die für Ns liegt bei lediglich 30 Jahren. Von den nicht geimpften gibt es einige, die stets einen reinigenden Anzug tragen, der einem Raumanzug ähnlich sieht. Diese werden NCC für Non-clean but Clean genannt und erreichen ebenfalls eine Lebenserwartung von fast 100 Jahren. Yi-oh erfährt im Alter von 26 Jahren, dass sie Krebs hat, und dass sie nach ihrer Geburt nicht geimpft wurde. Die Impfung wurde stattdessen einem anderen Kind gegeben, das Krankenhauspersonal habe einen Fehler gemacht. Die Impfung muss innerhalb der ersten sechs Monate nach der Geburt verabreicht werden. Ihre Eltern haben sofort mit den Ärzten die nötigen Maßnahmen gegen den Krebs eingeleitet. Außerdem besteht ihre Mutter darauf, dass Yi-oh stets den reinigenden Anzug trägt. Eigentlich stände Yi-oh eine rosige Zukunft bevor. Als exzellente Studentin träumt sie davon, für das Korea Aerospace Research Institute zu arbeiten. Zuvor hat sich Yi-oh kaum für Ns interessiert. Doch nachdem sie erfahren hat, dass sie nicht mehr als zu viele Jahre zu leben hat, freundet sie sich mit Joan an. Sie ist die einzige N an ihrer Uni. Die meisten studieren, da sie sowieso eine kurze Lebenserwartung haben. Beide verbringen viel Zeit miteinander und Joan zeigt Yi-oh, wie sie ihr kurzes Leben genießt. Dabei erfährt Yi-oh auch, dass Joans Schwester eine bekannte Sängerin ist und sie selbst gern singt. Die meisten Künstler sind Ns, da sie weniger auf die lange Sicht hinaus planen und ihre kurze Lebenszeit genießen wollen. Doch Yi-oh hat noch nie jemanden erlebt, der so viel aus seiner Lebenszeit macht, wie Joan. Yi-oh erzählt Joan von ihrer Situation und dass sie wisse, wer die für sie bestimmte Impfung erhalten habe. Sie wolle wissen, wer die Person ist und was für ein Leben sie führt. Gemeinsam machen sie sich auf die Suche nach Lee Hyeon-su. Doch es dauert einige Zeit, bis sie ihn finden. Dabei erfahren sie, dass er jung bei einem Feuer gestorben sei. Yi-oh zeigt sich zufrieden, auch wenn er viel früher gestorben sei, als er durch die Impfung hätte erreichen können. Für den nächsten Tag sollen Joan und Yi-oh ein Projekt vorbereiten. Doch bei der Vorstellung fehlt Yi-oh. Beide sehen sich nie wieder. Ein Jahr später erblickt Yi-oh zufälligerweise Joan im Fernsehen. Sie arbeitet nun für das Aerospace Research Institute in einem Projekt um das Feinstaub-Problem zu lösen. Ein Freund fragt Yi-oh, ob sie ihr jemals erzählt habe, dass sie die Impfung erhalten habe. Doch das verneint Yi-oh und führt weiter aus, sie habe ihr damit das größte Geschenk von allen gemacht. Den Namen Lee Hyeon-su hat sie von einem Grab, an dem dieser als Held bezeichnet wird. |                                                                                      |                               |                |                           |
| 4 | 만신 – Mansin ‚Manxin‘                                                               | 10. Juli 2020                 | Roh Deok       | Han Bun-oe, Roh Deok      |
| Vor sieben Jahre wurde die Wahrsagerei/Horoskop-App Manxin veröffentlicht. Sie kann mit einer Wahrscheinlichkeit von über 96 % voraussagen, was jemanden am Tag passieren wird und gibt dahingehend Ratschläge. So richten manche Menschen ihr ganzes Leben nach der App aus. To Seon-ho (Lee Yeon-hee) ist auf der Suche nach dem Entwickler. Vor kurzem ist ihre Schwester in einer sich plötzlich auftuenden innerstädtischen Sinkhöhle ums Leben gekommen. Sie war vernarrt in die App Manxin. Deshalb will Seon-ho wissen, was die letzte App-Nachricht war. Doch der wahre Entwickler ist nirgends zu finden. Allerdings hat sie eine Spur. Kim In-ho soll die App in den Anfangsstadien entwickelt haben und folgt nun einem Kult, der die App als Heilsbringer feiert. Die Menschen sehen die Nachrichten mittlerweile als Prophezeiungen. Der Kult wird angeführt von Jung Ka-ram (Lee Dong-hwi). Dieser hat die Nachricht bekommen, der Nordstern würde ihr den Weg zum Heiland Manxin weisen. Als Seon-ho die Sekte anführt, muss sie feststellen, das Kim In-ho nicht da ist. Doch sie trägt eine Jacke mit dem Nordstern auf den Rücken. Ka-ram ist deshalb überzeugt, er müsste sich ihr anschließen. Durch die Mitgliederliste weiß Ka-ram, wo er wohnt. Sie suchen ihn auf. Doch In-ho rennt davon. Er hat die Nachricht erhalten, dass Unheil ihn aufsuchen würde. Doch Seon-ho und Ka-ram drängen sich auf. Sie wollen antworten von ihn, doch er erzählt nur, dass seine anfängliche App nichts mit der aktuellen zu tun hätte. Er hat alles abgetreten an einen anderen, innovativen Entwickler und wisse nicht, wo dieser sich befinde. Allerdings erhalte er immer noch Nachrichten über Lieferungen, die mit App-Updates in Bezug stehen sollen. Er will sich ihnen anschließen. Doch er rutscht im Badezimmer aus und stirbt. Ka-ram ist überzeugt, es sei ein weiterer Beweis für die Richtigkeit der App, was Seon-ho ablehnt. Seon-ho kann auf Kims Smartphone die Lieferadresse sehen. Beide wollen sich auf den Weg dorthin machen. Doch Seon-ho erhält einen Anruf, dass das Smartphone ihrer Schwester wiederhergestellt und geknackt werden konnte. Also lässt sie fortan von Manxin ab und Ka-ram macht sich alleine auf den Weg. Bei der Polizei findet Seon-ho heraus, dass es keine letzte Nachricht von Manxin gab. Ihre Schwester hat die App einen Monat zuvor deinstalliert und sich in Foren rum getrieben, die helfen die App-Sucht zu bewältigen. Sie will nun Ka-ram aufsuchen. Dieser hat derweil den Entwickler getroffen. Als Seon-ho hinzukommt, erfahren, sie, dass die App ihr Kommen vorausgesagt hat. Das letzte Update soll der App einen gottgleichen Status geben. Doch wenn das Update fehlschlägt, könnte es die ganze App zerstören. Doch Manxin, die die Menschen anhimmelt, entscheidet sich, kein Gott, sondern wie die Menschen zu werden. Somit legt sie fest, dass fortan nur noch 50 % aller Nachrichten tatsächlich eintreten werden. Dies führt zu einem Aufruhr in der Bevölkerung und einige wollen das Unternehmen verantwortlich für Unfälle machen. |                                                                                      |                               |                |                           |
| 5 | 하얀 까마귀 Hayan Kkamagwi – ‚White Crow‘                                            | 10. Juli 2020                 | Jang Cheol-soo | Gang Seon-ju              |
| 6 | 증강콩깍지 Jeunggangkongkkakji – ‚Love Virtually‘                                    | 10. Juli 2020                 | Oh Ki-hwan     | Oh Ki-hwan                |
| 7 | 일주일 만에 사랑할 순 없다 Iljuil Mane Saranghal Sun Eopda– ‚Baby It’s Over Outside‘ | 10. Juli 2020                 | Ahn Gooc-jin   | Han Bun-oe                |
| 8 | 인간증명 Inganjeungmyeong – ‚Empty Body‘                                             | 10. Juli 2020                 | Kim Ui-seok    | Kim Ui-seok, Lee Han-na   |

## Produktion
SF8 entstand als Koproduktion der Directors Guild of Korea (DGK) und dem Fernsehsender MBC. Das Produktionsstudio SooFilm übernahm die Federführung unter dem Regisseur Min Kyu-dong. Weiterhin handelt es sich bei der Reihe um ein Wavve Original, ein südkoreanischer Streamingdienst, an dem MBC beteiligt ist. Für die Serie wurden insgesamt acht Regisseure engagiert.
Die Folge The Prayer basiert auf einer Kurzgeschichte der Autorin Kim Hye-jin mit dem Titel TRS가 돌보고 있습니다 TRS-ga Dolbogo Isseumnida „Der TRS kümmert sich darum“.

## Veröffentlichung
SF8 wurde am 10. Juli 2020 auf der Streamingplattform Wavve zum Abruf bereitgestellt. Simultan wurde die Reihe auch auf dem Bucheon International Fantastic Film Festival 2020 gezeigt, dass am 9. Juli 2020 eröffnet wurde. Die Episoden wurden vom 10. bis 15. Juli dort gespielt. Ab 17. August strahlt MBC wöchentlich zwei Filme der Reihe aus.

## Rezeption
Im Vorfeld der Veröffentlichung wurde die Serie mit der britischen Anthologie-Serie Black Mirror verglichen. Min Kyu-dong sagte, die vorherrschende Erwartung an Science-Fiction-Produktionen sei ein visuelles Spektakel. Doch SF8 versuche vor allem Geschichten zu bieten, die den Zuschauer zum Nachdenken anregen.